# Rhombophryne grandis
Espèce
Synonymes
- Stumpffia grandis Guibé, 1974

Statut de conservation UICN

 DD  : Données insuffisantes
Rhombophryne grandis est une espèce d'amphibiens de la famille des Microhylidae.

## Répartition

Aire de répartition de Stumpffia grandis.

Cette espèce est endémique de Madagascar. Son aire de répartition concerne l'Est et le Nord-Est de l'île, du parc national de la Montagne d'Ambre jusqu'au parc national d'Andasibe-Mantadia. Elle est présente du niveau de la mer jusqu'à 1 300 m d'altitude.

## Description
Rhombophryne grandis mesure de 19 à 22 mm pour les femelles ; la taille des mâles n'est pas connue. La peau de son dos est lisse mais présente parfois quelques protubérances. Les mâles de cette espèce ne sont pas connus mais il se pourrait que les individus classés actuellement sous l'espèce Rhombophryne roseifemoralis soient en fait les mâles Rhombophryne grandis.

## Publication originale
- Guibé, 1974 : Batraciens nouveaux de Madagascar. Bulletin du Museum National d'Histoire Naturelle, sér. 3, Zoologie, vol. 171, p. 1169-1192 (texte intégral).